# Амніоцентез
Амніоцентез — діагностичний аналіз амніотичної рідини, що оточує плід у порожнині матки вагітної. Використовується для визначення наявності синдрому Дауна й інших генетичних відхилень. Виконується пункція без анестезії та лабораторне дослідження рідини з культивацією клітин.
Амніоцентез для визначення резус-сумісності вагітної та плода описав Дуглас Бевіс (1919-1994) 1952 р. у журналі "Ланцет".

## Час проведення
Як правило, амніоцентез проводять у періоді від 15 до 18 тижнів вагітності. Він може бути проведений вже з 10-го тижня вагітності (ранній амніоцентез), проте з підвищеним ризиком травмування плоду та викидня. Встановлено, що після проведення раннього амніоцентезу частота викиднів збільшувалась на  0,82 - 1,31 %.  З цієї причини ранні амніоцентези проводяться лише в особливо термінових випадках або за особливим бажанням вагітної. 

## Процедура
В якості підготовки спочатку проводять УЗД-дослідження, щоб визначити положення плоду в матці та знайти підходяще місце для проколу. У вибраному місці під контролем УЗД через черевну стінку в навколоплідний мішок вводиться тонка голка.
Вилучають приблизно від 10 до 20 мл навколоплідної рідини, в якій знаходяться клітини амніона та дочірні клітини. Ці клітини являють собою відокремлені клітини шкіри плоду, шлунково-кишкового тракту та нирок. Зразок рідини відправляють на лабораторне дослідження, де клітини вирощують і розмножують. Початкові результати обстеження можуть бути доступні через 24-48 годин за допомогою тесту FISH, хоча для комплексної діагностики потрібно чекати тривалішої культивації клітин.
Пункція навколоплідних вод зазвичай займає від 5 до 15 хвилин. Більшість жінок відчувають введення голки так само, як і звичайну ін'єкцію при заборі крові. Як правило, процедура не є болючою, тому зазвичай знеболення місця пункції не проводииться.

## Діагностичні дані
Клітини, отримані при взятті матеріалу, культивуються в лабораторії, а потім піддаються ДНК-та хромосомному аналізу. За допомогою цього дослідження можна визначити аномалії розвитку ЦНС, спадкові захворювання, хромосомні патології: синдром Дауна (трисомія 21), синдром Патау (трисомія 13), синдром Едвардса (трисомія 18), трисомія 8 і  трисомія 9.
Крім того, обстеження навколоплідних вод (з другого триместру вагітності) дозволяє визначити подальші параметри:
- Кислотність навколоплідних вод (рН) - показник достатнього забазпечення оксигенації плоду.
- Кількість альфа-1-фетопротеїну, з точністю близько 90 %  надає дані про утворення дефектів нервової трубки (потрійний тест), при якому проводити тести за допомогою ультразвукової технології високої роздільної здатності (тонке ультразвукове дослідження, 3D ультразвукове дослідження, 4D ультразвукове дослідження).

Близько 30-го тижня вагітності амніоцентез можна також застосовувати для діагностики несумісності груп крові між вагітною та плодом, у разі наближення передчасних пологів можна використовувати обстеження для оцінки зрілості легенів плоду. 

## Ризики
Під час або після процедури з невеликою ймовірністю можливі такі ускладнення:
- Витік навколоплідних вод
- Маткова кровотеча
- Травми матки
- Травми плаценти
- Інфекції
- Травмування плоду голкою (особливо, якщо плід сильно або несподівано рухається)
- Скорочення матки (проявляються як своєрідне «потягування» в животі, яке в більшості випадків проходить)
- Викидень

## Див.також
- Пренатальна діагностика
- Скринінг